# Neuengamme
Neuengamme é um pequeno distrito (bezirk) em Hamburgo, Alemanha, que pertence ao distrito  de Bergedorf. Um bairro rural, perto do baixo rio Elba, tem uma área de 18.6 km² e uma população de 3.479 habitantes.
Durante os anos do Terceiro Reich e da II Guerra Mundial foi o local da instalação do campo de concentração de Neuengamme.